# Бріжит Гапе-Дюмон
Бріжит Гапе-Дюмон (25 квітня 1944 , Сен-Фаржо-Понтьєррі  — 29 листопада 2018 , Конкарно ) — французька фехтувальниця на рапірах, срібна призерка Олімпійських ігор 1976 року.

## Виступи на Олімпіадах
| Олімпіада     | Дисципліна           | Місце |
| ------------- | -------------------- | ----- |
| Токіо 1964    | індивідуальна рапіра | 21    |
| Токіо 1964    | командна рапіра      | 6     |
| Мехіко 1968   | індивідуальна рапіра | 4     |
| Мехіко 1968   | командна рапіра      | 4     |
| Мюнхен 1972   | індивідуальна рапіра | 7     |
| Мюнхен 1972   | командна рапіра      | 6     |
| Монреаль 1976 | індивідуальна рапіра | 4     |
| Монреаль 1976 | командна рапіра      | 2     |